# Sandor Baranyai
Sandor Baranyai (15 januari 1935 - 30 november 1964) was een Hongaarse voetballer. Hij speelde in België als doelman voor Club Brugge.

## Carrière
Sandor Baranyai kwam als UNO-vluchteling in België terecht vanuit de Verenigde Staten. In de VS verdedigde hij het doel van First German Sportclub Brooklyn. Hij debuteerde bij Club Brugge tegen Club Luik op 13 oktober 1963 en keepte zijn laatste wedstrijd tegen KAA Gent. In de aanloop van de wedstrijd tegen Union Saint-Gilloise, kreeg Sandor een auto-ongeval, zonder veel erg, maar kon dat weekend het doel niet verdedigen. Eerst Fernand Boone en dan Gerhard Mair namen zijn plaats in voor de volgende 4 wedstrijden. Ondertussen waren er huwelijksproblemen opgedoken en ging hij in het weekend van 28 november naar Engeland waar zijn vrouw woonde. Op 30 november pleegde hij zelfmoord. Sandor verdedigde 17 keer het doel van Club Brugge in Competitie (15) en Beker (2).